# Покшиви (Вармінсько-Мазурське воєводство)
Покшиви (пол. Pokrzywy, нім. Friedrichstädt) — село в Польщі, у гміні Пурда Ольштинського повіту Вармінсько-Мазурського воєводства.
Населення — 56 осіб (2011).

## Демографія
Демографічна структура станом на 31 березня 2011 року:
|          | Загалом | Допрацездатний вік | Працездатний вік | Постпрацездатний вік |
| -------- | ------- | ------------------ | ---------------- | -------------------- |
| Чоловіки | 33      | 10                 | 19               | 4                    |
| Жінки    | 23      | 5                  | 14               | 4                    |
| Разом    | 56      | 15                 | 33               | 8                    |